# Nhà thờ chính tòa Bourges
Nhà thờ Saint-Étienne của Bourges (tiếng Pháp: Cathédrale Saint-Étienne de Bourges) là nhà thờ chính tòa của tổng giáo phận Bourges, tỉnh Cher, đây là một trong những nhà thờ kiểu Gothic đặc trưng của Pháp.
Nhà thờ Saint-Étienne được UNESCO công nhận là Di sản thế giới năm 1992 với tư cách là một công trình tiêu biểu cho kiến trúc Gothich thời Trung cổ tại Pháp.

## Lịch sử

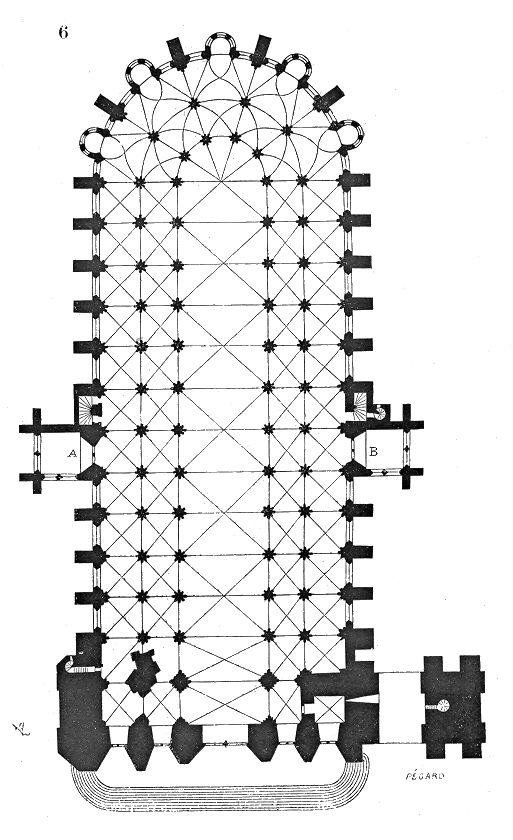
Sơ đồ nhà thờ

Năm 1195, Henri de Sully, tổng giám mục Bourges, bắt đầu quyên góp để xây dựng một nhà thờ lớn cho giáo phận Bourges, thay thế cho nhà thờ kiểu La Mã được xây dựng từ thế kỉ 6. Việc xây dựng được bắt đầu cùng năm 1195 và đến năm 1214 thì khoảng một nửa nhà thờ đã được hoàn thành. Sau khoảng 10 năm gián đoạn do khó khăn trong việc quyên góp kinh phí, phần gian giữa và hành lang phía Tây bắt đầu được xây dựng năm 1225 và kéo dài đến năm 1230 thì gần như hoàn tất. Tuy vậy phải chờ đến ngày 13 tháng 5 năm 1324, nhà thờ mới chính thức được khánh thành.
Trong thời gian chiến tranh tôn giáo, những người Tin Lành đã chiếm giữ Bourges vào năm 1562 dẫn đến việc các bức tượng trong nhà thờ bị hủy hoại nghiêm trọng.

## Kiến trúc

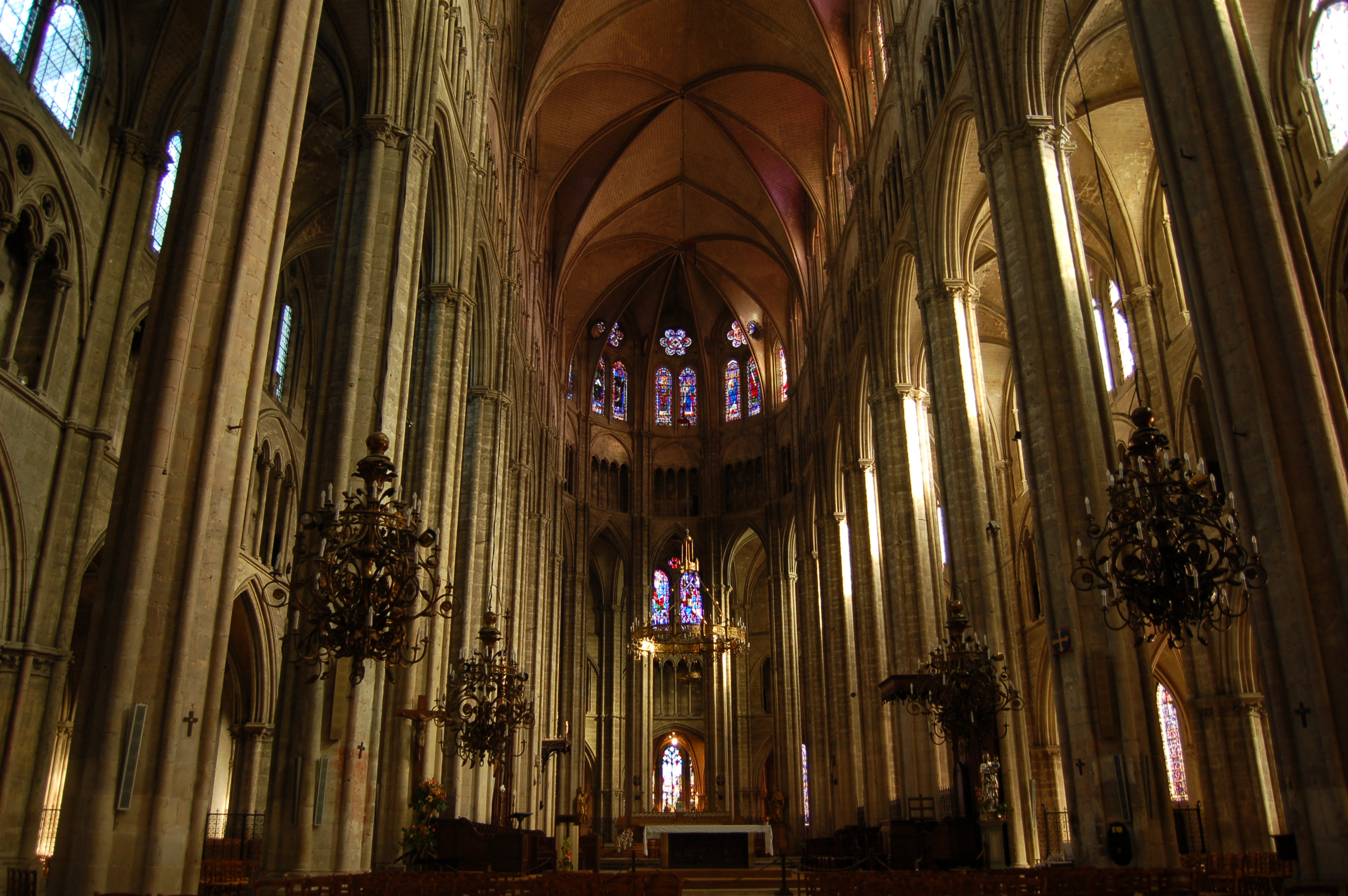
Bên trong nhà thờ

Phần phía Tây nhà thờ có kích thước vào loại lớn nhất nước Pháp (hơn 40 mét) với 5 cửa đúp, tương ứng với 5 gian giữa với những tác phẩm điêu khắc rất tinh vi.
Các kính màu của nhà thờ một phần được làm từ thế kỉ 13, một phần nữa được thêm vào từ thế kỉ 16.

## Hình ảnh

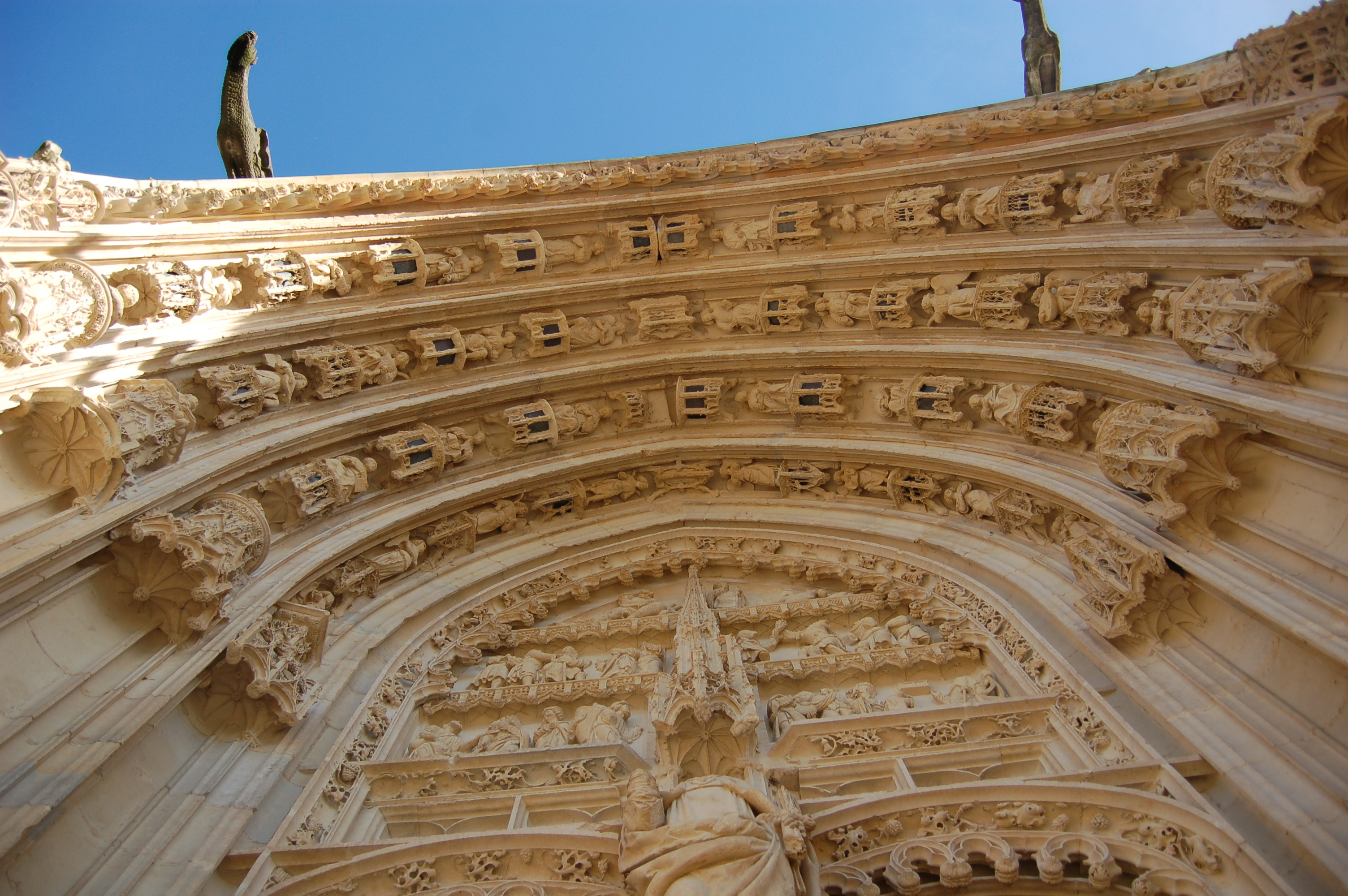
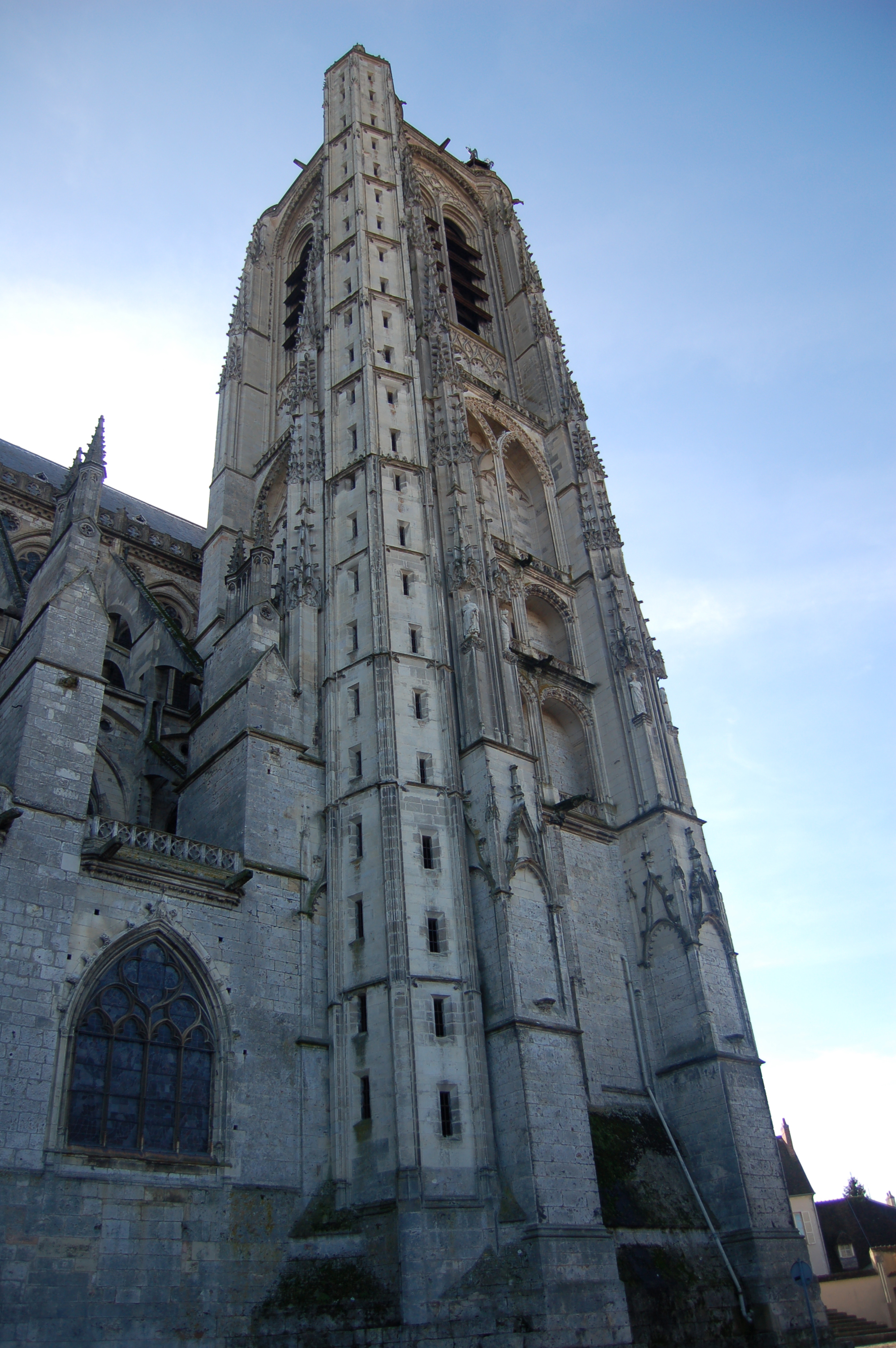
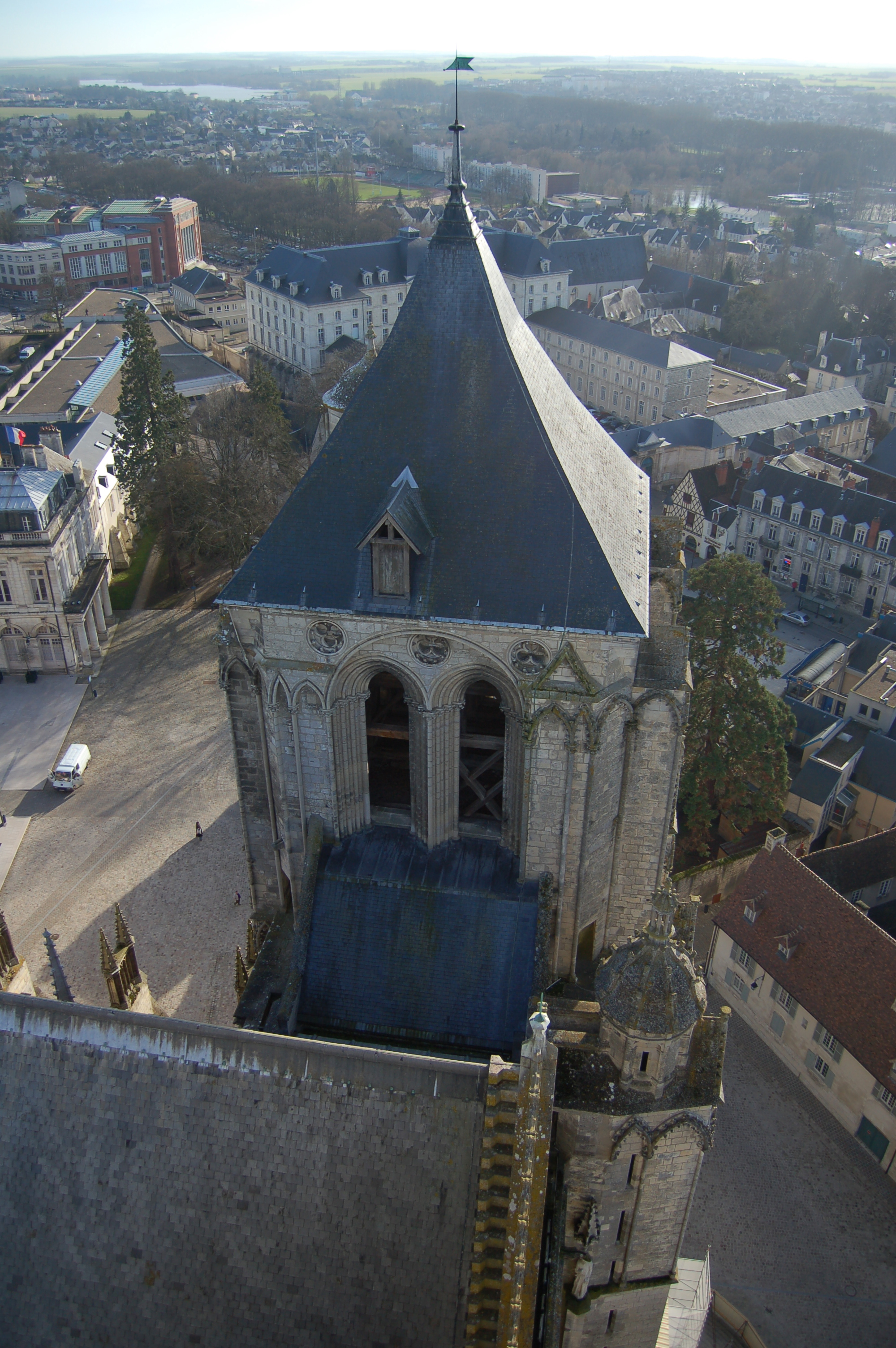
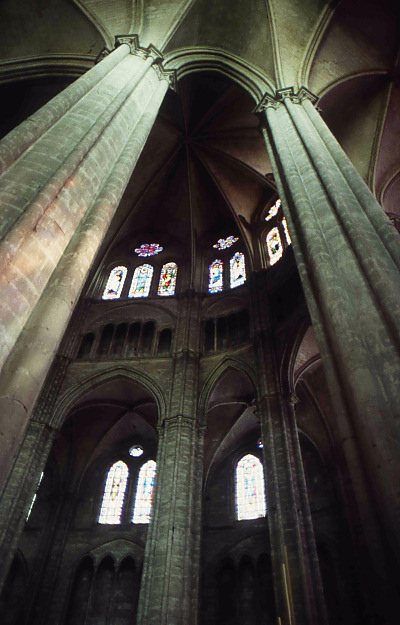
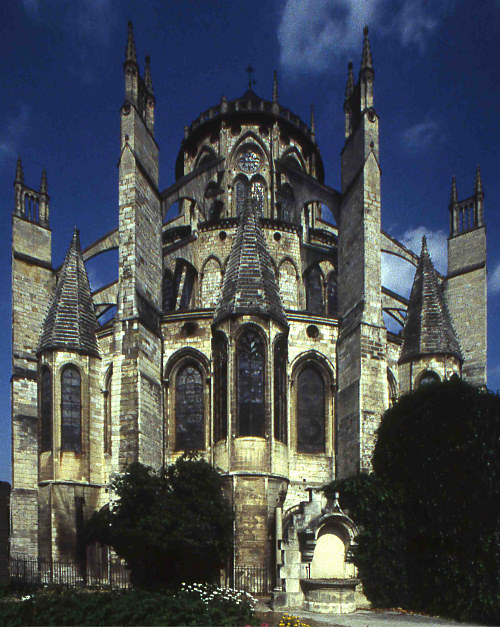
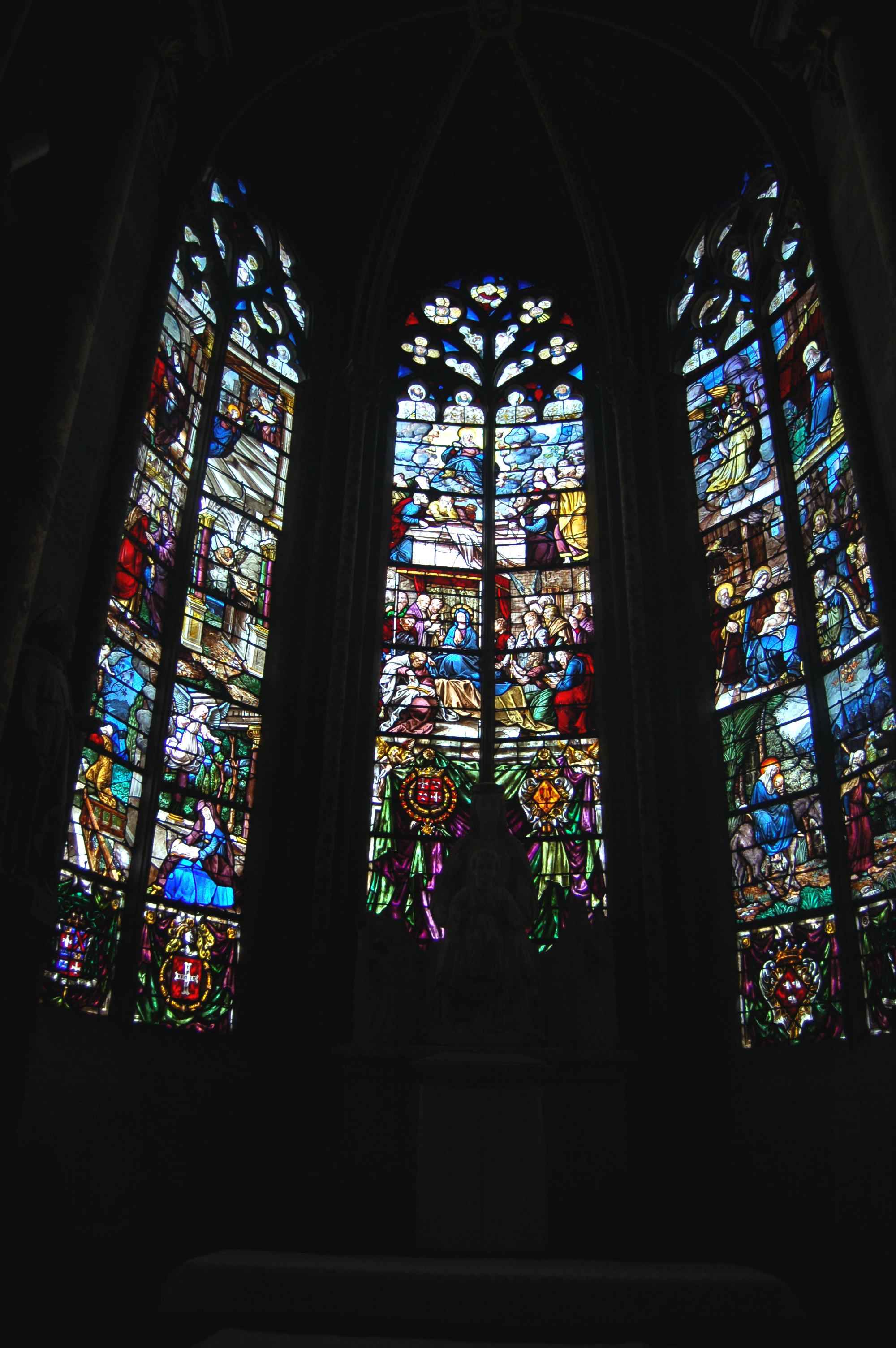
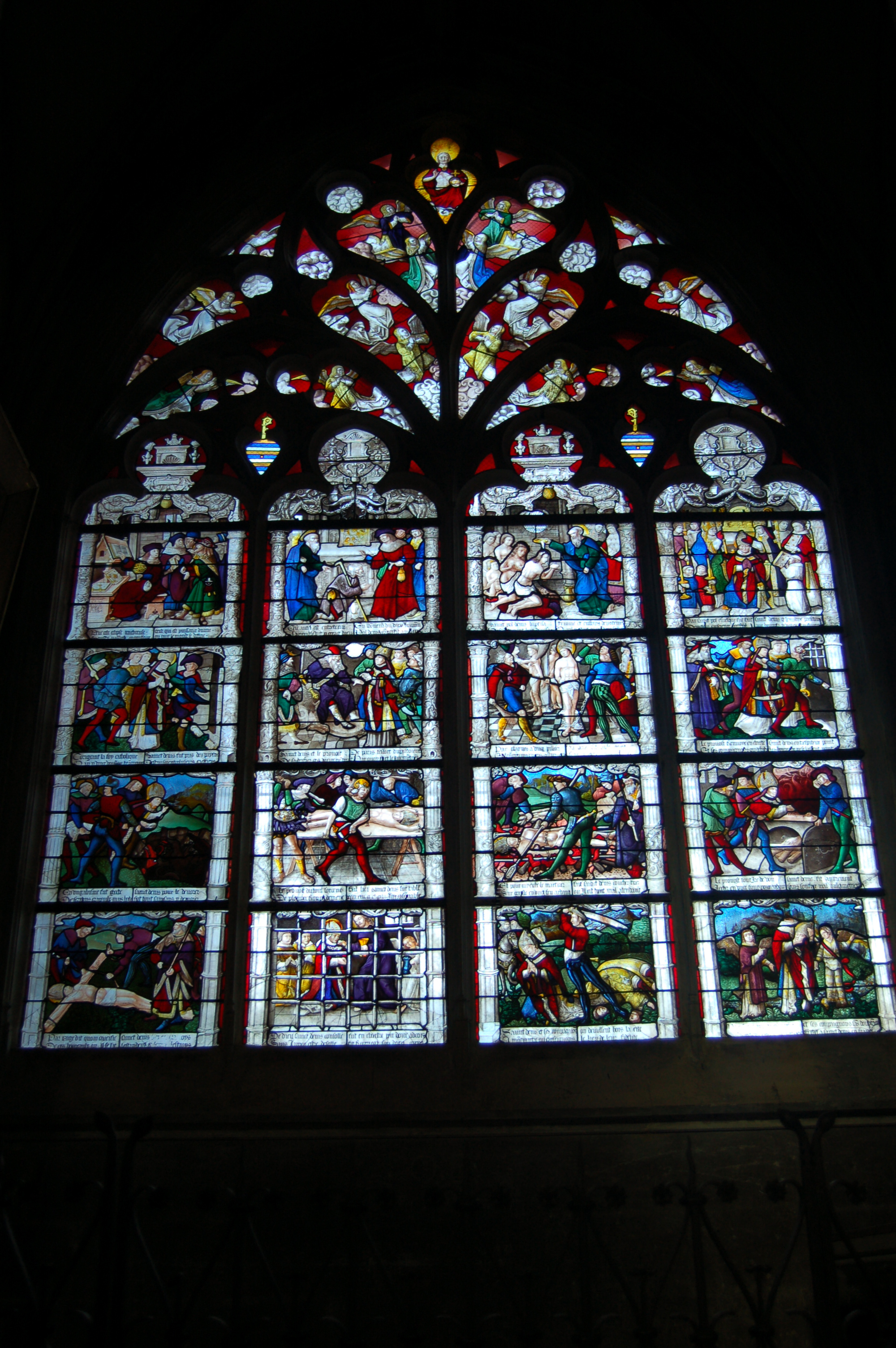
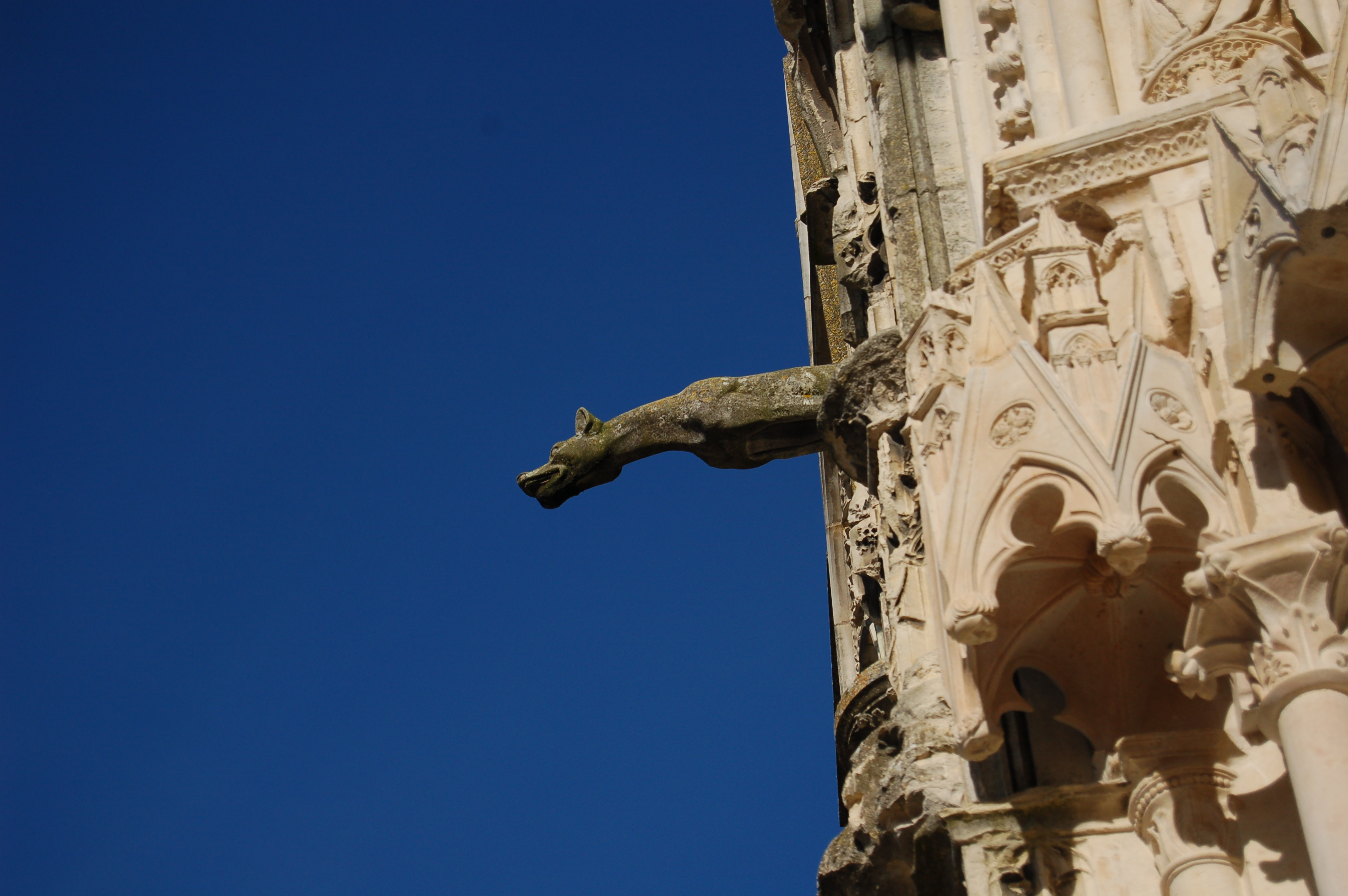